# Sémillon

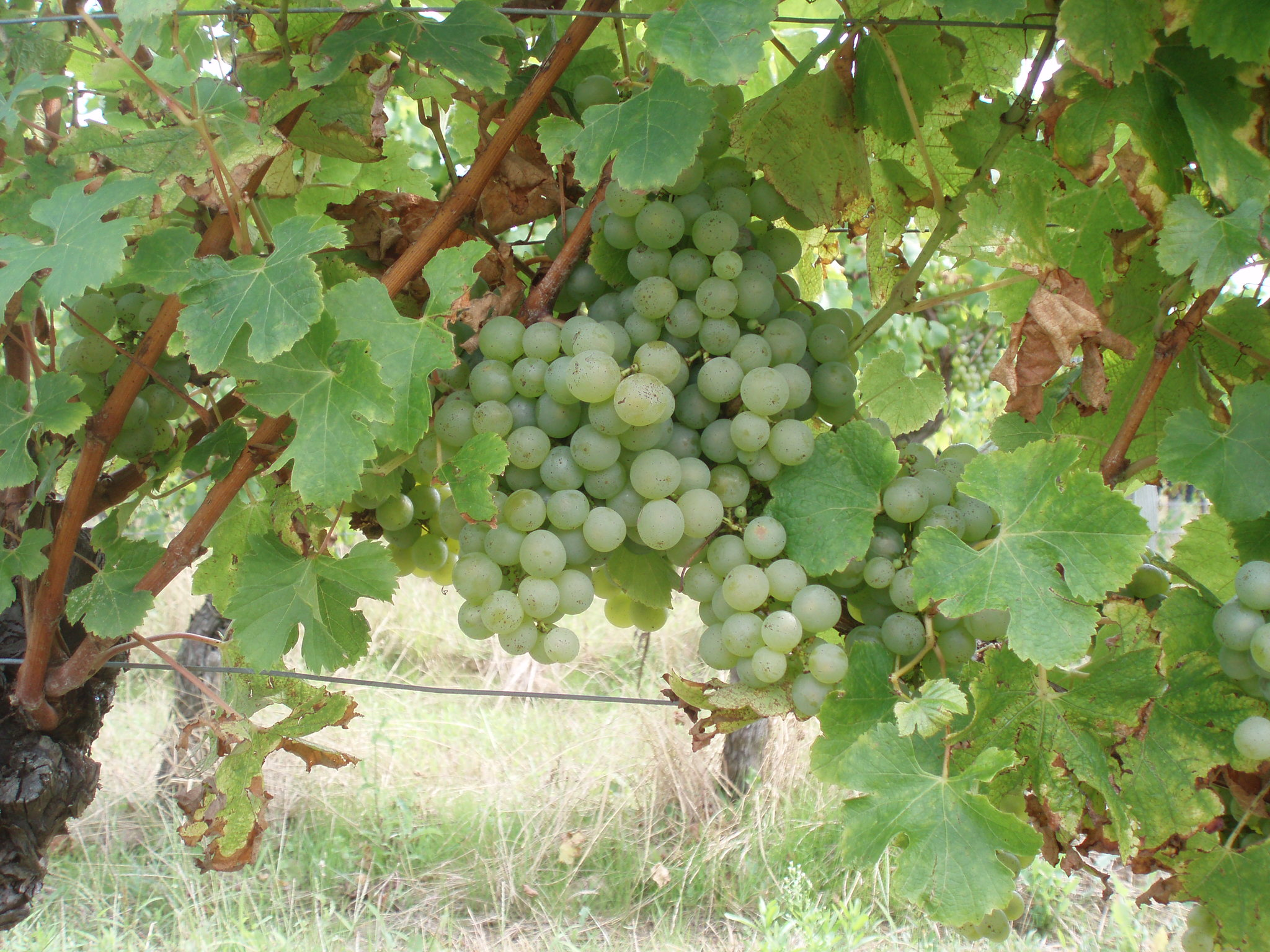
Sémillon druif

De Sémillon is een wat moeilijk plaatsbaar druivenras waarmee zoete witte wijn gemaakt wordt. Deze wordt wereldwijd op grote schaal geplant maar komt vaak niet geheel tot zijn recht. De Sémillon kan onder de juiste omstandigheden prachtige fijne wijnen opleveren die goed kunnen ouderen. De druif levert wijnen op met veel extract en weinig zuren. Men ruikt en proeft abrikoos, mango en perzik. De Sémillon is goed geschikt voor opvoeding en lagering op eiken vaten. De wijn kan dan een rijke smaak ontwikkelen. 
Het beroemdst is deze druivensoort in de edele zoete wijnen uit de Sauternes of in de hoog geclassificeerde, droge, witte wijnen uit Bordeaux.
De soort wordt uiteraard ook gebruikt in andere witte wijnen, bijvoorbeeld die van de Côtes de Gascogne.